# María Izquierdo Rojo
María Izquierdo Rojo (Oviedo, 13 de setembre de 1946) és una filòloga, professora universitària i política asturiana nascuda a Oviedo i que viu des de l'any 1973 a Granada, diputada al Congrés dels Diputats i al Parlament Europeu.

## Biografia
Doctorada en filosofia i Lletres per la Universitat d'Oviedo, després de treballar al Col·legi Universitari de Màlaga, es va traslladar a viure a Granada el 1973, on ha desenvolupat la seva activitat professional des de llavors, i en què la seva Universitat és professora titular.
En 1973 va ingressar al Partit Socialista Obrer Espanyol i en la Federació de Treballadors de l'Ensenyament d'UGT, destacant la seva labor al capdavant de la reconstrucció a l'interior del PSOE granadí durant els últims anys de la dictadura franquista. A les eleccions generals de 1977 va ser escollida diputada al Congrés per la província de Granada, sent reelegida a les de 1979 i 1986.
Iniciat el procés autonòmic després de la Legislatura Constituent, va compaginar la seva labor parlamentària amb la creació de l'estructura preautonòmica de la Junta d'Andalusia, de la que en fou Consellera fins a la seva dissolució en 1979. Durant la II Legislatura en què no va ocupar escó, va ser Secretària d'Estat per a les Comunitats Autònomes, temps en el qual es va culminar la constitució de totes les Comunitats amb l'excepció de Ceuta i Melilla. Fou escollida diputada a les eleccions al Parlament Europeu de 1989, 1994 i 1999. De 1994 a 1997 fou presidenta i de 1997 a 1999 vicepresidenta de la Delegació per a les relacions amb els països del Magrib i la Unió del Magrib Àrab del Parlament Europeu
De 1979 a 1983 va ser secretària de Política Autonòmica en la Comissió Executiva Federal del PSOE. Va ser també membre del Comitè Federal socialista des de la legalització del partit fins a 1990. Tanmateix, el juliol de 2008 fou exclosa dels congressos nacional i regional del PSOE per haver criticat la manca de democràcia interna.
També és presidenta i fundadora de Mujeres por la Paz, todos por la paz, delegada de Solidaridad Internacional Andalucía a Granada (2003-2007) i membre d'Amnistia Internacional.